# Biwa

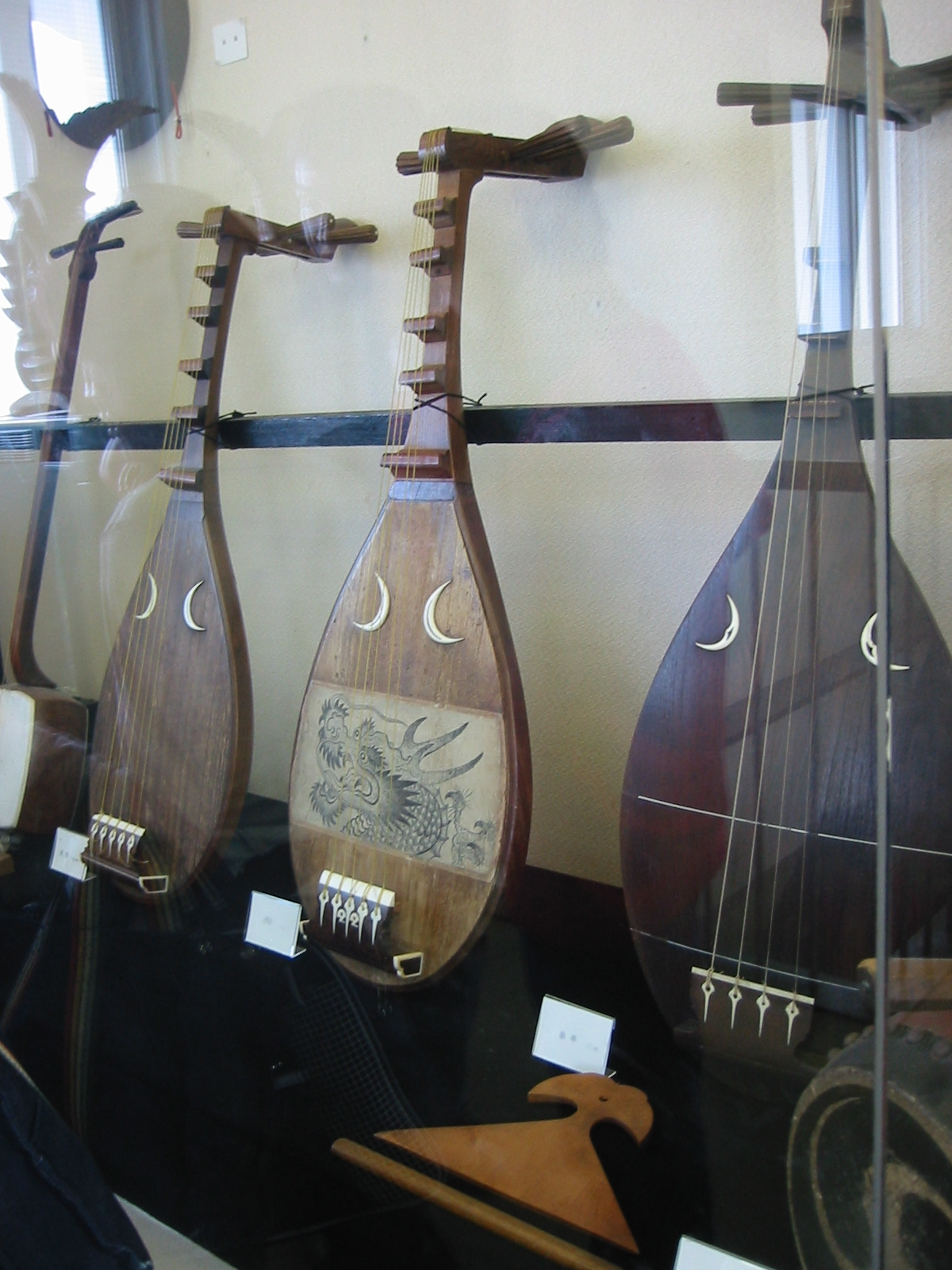
Biwa într-un muzeu japonez

Biwa (琵琶?) este un instrument muzical japonez cu coarde, care are la origine instrumentul chinezesc pipa.  

## Origini
Instrumentul chinezesc pipa se trage la rândul său din India și a fost influențat într-o anumită măsură de instrumentul persan barbat.  La fel ca și lăuta occidentală, biwa poate fi găsită în mai multe forme și mărimi. Ea are gâtul scurt și a fost adusă în Japonia prin intermediul Chinei în perioada Nara (710-794), dar cântatul la biwa aproape că a dispărut în perioada Meiji, când instrumentele occidentale și-au făcut apariția în Japonia.
Conform legendelor, Buddha avea un discipol orb pe care l-a învățat să recite sutrele acompaniat de un instrument care semăna oarecum cu biwa. O altă legendă spune că regele budist Asoka din India a devenit el însuși un cântăreț de biwa.
Cântatul la biwa se pare că a fost o preocupare nobilă la curtea imperială la sfârșitul erei Nara și în era Heian. Povestea lui Genji, scrisă în era Heian, are multe scene în care biwa joacă un rol important. Tot așa, multe picturi de gen din erele respective conțin instrumentul biwa, la fel cum și luta apare în multe picturi occidentale din Evul Mediu.
În sudul insulei Kyūshū, mōsō biwa, o biwa ceva mai mică decât cea folosită la curtea imperială din Kyoto, era folosită de menestreli orbi care recitau sutre ca să "înduioșeze" zeii pământului. Acești menestreli călătoreau din loc în loc și acceptau cereri ale localnicilor, deseori țărani, de a-i ajuta cu înduioșarea vreunui zeu pe care credeau că l-au supărat cu ceva. Muzica lor a devenit cunoscută cu timpul drept kōjin biwa, numită după zeii Kōjin (zeii protectori ai caselor), iar ei erau cunoscuți sub numele de biwa hōshi.
Menestrelii erau protejați de marile familii feudale (clanul Shimazu din Kyūshū este bine-cunoscut pentru acest fapt), dar în schimb li se cerea să fie un fel de spioni. Având liberă trecere din regiune în regiune într-o perioadă când călătoritul liber nu era un lucru de la sine înțeles în Japonia, acești menestreli aveau o organizație profesională care le punea la dispoziție o rețea bine dezvoltată, lucru important pentru îndeplinirea sarcinilor impuse de clanurile care îi protejau.
Dar până în era Kamakura mulți dintre acești muzicieni deveniseră cerșetori care nu mai călătoreau din loc în loc, ci așteptau la poarta templelor să li se dea pomană în schimbul cântatului sutrelor. Pentru a atrage atenția trecătorilor se pare că unii dintre ei au început să improvizeze povestiri acompaniate la biwa, punând astfel bazele muzicii de teatru japonez care urma să se dezvolte mai târziu.
Tot în era Kamakura a apărut și heike biwa, muzica și versurile poveștii luptei dintre clanurile Heike și Genji, care a devenit un gen muzical și literar în sine. Nu este clar cine a scris versurile (un candidat este Yukinaga Fujiwara, un curtean) sau muzica (poate un menestrel orb numit Shobutsu), dar faptul este că a cunoscut o popularitate extraordinară, datorită temelor abordate: loialitate, vitejie, fidelitate, frumusețe, principiul budist al caracterului trecător al vieții etc. Versiunea pentru biwa a Povestirii lui Heike (există versiuni și pentru alte instrumente) este împărțită în 200 de strofe, care la rândul lor sunt împărțite în fraze. Cu toate că la prima ascultare, muzica poate părea simplă unui ascultător din zilele noastre, ea este de fapt organizată în detaliu, cu tempoul, modul și tonalitatea bine definte, ceea ce i-a impresionat profund pe ascultătorii pentru care a fost inițial compusă. O caracteristică a acestei forme de interpretare a fost faptul că vocea și interpretarea instrumentală erau totdeauna separate, lucru ce s-a schimbat ulterior în celelalte stiluri de interpretare.
Această nouă piesă i-a scăpat de sărăcie pe mulți cântăreți orbi de biwa, mulți oameni bogați angajându-i să  le cânte epopeea. 
Fără autorizație de la organizația profesională a biwa hōshi-ilor, nimeni nu avea voie să cânte heike-biwa (sau alte forme), dar această structură rigidă nu a împiedecat dezvoltarea de forme alternative ale epopeii. În erele Kamakura și Muromachi au existat în paralel două curente muzicale de cântat Povestea lui Heike: școala Ichikata și școala Yasaka. Școala Yasaka susținea că deține textul original, iar școala Ichikata susținea că deține o ediție specială a textului/notelor care i-a fost dată de însuși împăratul.
Odată cu apariția shamisenului și a multor stiluri noi de muzică de teatru în era Edo, muzica heike biwa a mai pierdut din căutarea avută până atunci datorită faptului că rămăsese oarecum statică, astăzi (2009) fiind foarte puțini interpreți ai acestui stil.În secolul al XX-lea, noi forme de interpretare au luat naștere, două dintre cele mai cunoscute fiind școala Nishiki și școala Kinshin, prima dintre ele fiind înființată de Kinjō Suitō este (o femeie), cu un stil influențat mult de muzica de shamisen.

## Construcție
Cutia de rezonanță este de obicei făcută din două bucăți: partea posterioară (deseori din lemn de paulownia, este făcută dintr-o bucată de lemn întreagă (scobită pentru rezonanță mai bună) care este acoperită (prin lipire) cu o altă bucată care are de obicei două găuri de rezonanță în formă de semilună. Peste aceasta se pune pentru protecție la nivelul la care de obicei plectrul atinge instrumentul zgâriindu-l (aproape de căluș) așa-numitul "bachimen" (撥面) care este fie o altă placă de lemn, fie o fâșie de piele sau stofă, fie un strat de lac mai gros. Pe această placă de protecție (care are aceeași funcție cu placa de protecție la chitară) se pictează uneori ceva artistic. Cu toate că stilurile moderne de cântat la biwa sunt caracterizate de folosirea plectrului mai sus, unde nu este placa de protecție, din tradiționalism, toate biwele au bachimen-ul în același loc, adică aproape de căluș.
Plectrul (bachi) este mic și subțire, deseori rotunjit, făcut din cimișir sau fildeș.
Biwele moderne au 5 sau mai multe taste, iar unele au coarda a patra dublă. Tastele sunt ridicate 4 cm de gât, acest lucru dând posibilitatea ca notele să fie întinse cu câteva trepte în sus. Plectrul de cimișir este mai lat decât al celorlalte biwe, au formă de evantai și deseori o lățime de 25 cm sau chiar mai mult. Satsuma biwa este făcută în mod tradițional din lemn de dud japonez, dar câteodată se folosește lemn de zelkova japoneză (Zelkova seratta). Deoarece dudul japonez crește foarte încet, lemnul de biwa se ia de la pomi care au o vârstă de cel puțin 120 de ani, care apoi este uscat timp de 10 ani. Coardele, care pot fi de la trei la șase la număr, dar de obicei patru sau cinci, sunt confecționate din mătase răsucită (sau uneori catgut). Ele sunt prinse cu chei mari de lemn (abanosul este deseori folosit) de gâtul care se încovoaie sus în unghi drept.

## Interpretare
Spre deosebire de o chitară de exemplu, care are tastele aproape de gât, așa încât la apăsare coardele ating gâtul instrumentului obținându-se o înălțime de ton bine definită, tastelele biwei sunt într-atât de înalte încât coardele ating gâtul când sunt apăsate. Acest fapt creează două posibilități de cântat la instrument: simplă apăsare pe tastă, ceea ce produce un sunet de o anumită înălțime (dar numărul sunetelor este limitată de numărul tastelor), sau apăsarea între taste, lucru care produce o serie de sunete de diferite înălțimi depinzând de tăria cu care este apăsată coarda. Cu cât coarda este mai elastică (cele de mătase sau catgut sunt cele mai elastice) cu atât se poate obține acel sunet specific biwei numit sawari, un fel de zumzăit. 

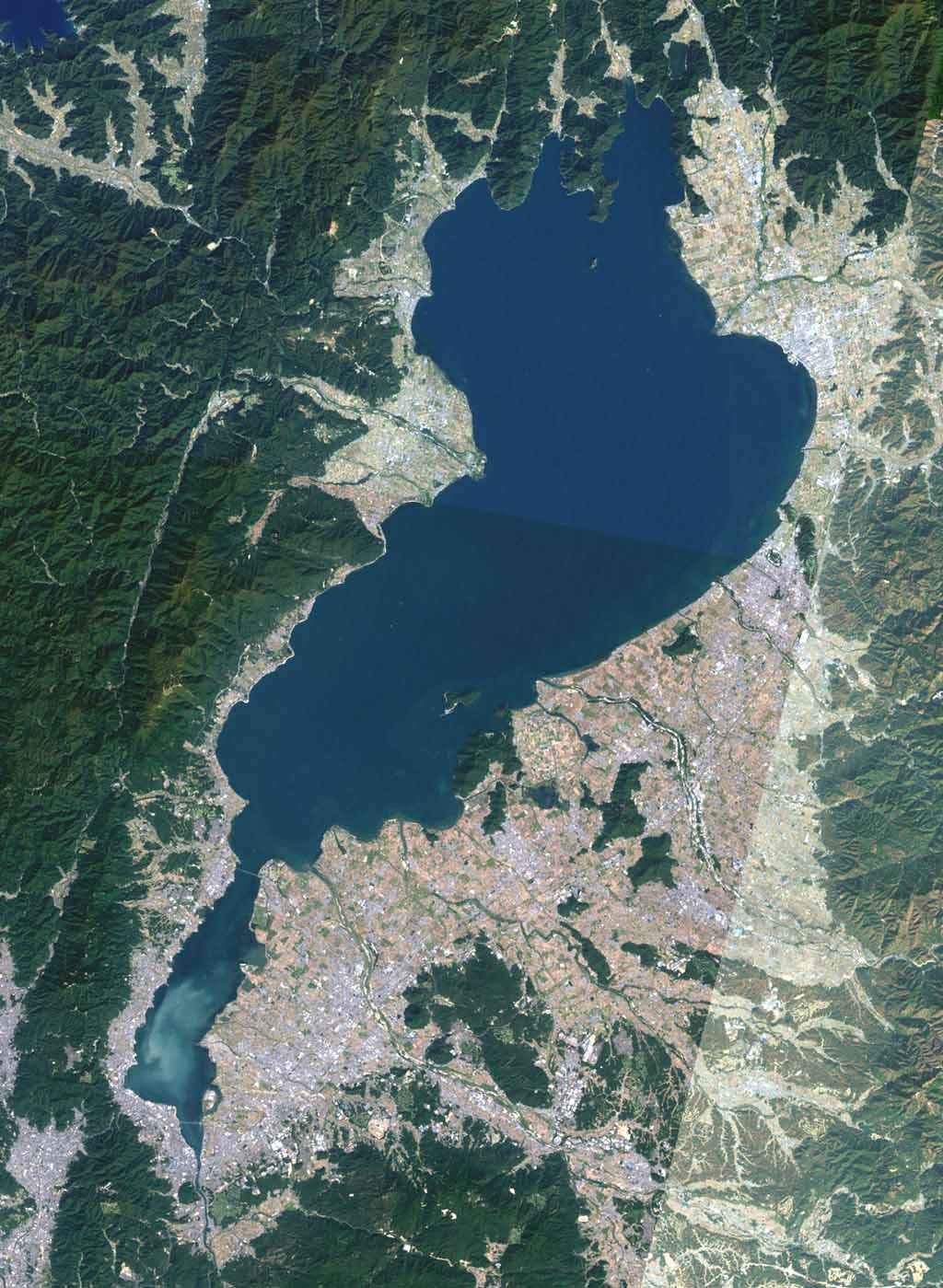
Lacul Biwa, Japonia, a cărui denumire se pare că vine de la forma pe care o are, se aseamănă oarecum cu instrumentul biwa

## Tipuri
Există 7 tipuri, depinzând de numărul corzilor, de tipul de sunete pe care le produc, de plectrul care se folosește, și de întrebuințare.

### Tipuri clasice
- Gagaku biwa (雅楽琵琶, în japoneză)(uneori numită prescurtat gaku biwa: o biwa mare și grea. Cu 4 coarde și 4 taste, folosită exclusiv în muzica gagaku.  Nu este folosit pentru a acompania muzică vocală. Se cântă fiind ținut pe o parte (ca o chitară), interpretul șezând cu picioarele încrucișate.

- Gogen biwa (五絃琵琶, în japoneză) poate fi văzută în picturi ale orchestrelor imperiale, și a fost și ea folosită în contextul muzicii gagaku, dar a fost scoasă din uz odată cu reformele și standardizările la care au fost supuse orchestrele imperiale la sfârșitul sec. 10. Nu trebuie confundată cu variante moderne ale biwei, precum chikuzen biwa.

- Mōsō biwa (盲僧琵琶, în japoneză)  are 4 coarde (mi-si-mi-la), și este folosită la cântatul sutrelor și a cântecelor budiste. Ca formă seamănă cu chikuzen biwa, dar are o cutie de rezonanță mai îngustă. Există variante cu 4 și cu 5 taste.

- Heike biwa (平家琵琶, în japoneză) are 4 coarde (la-do-mi-la) și 5 taste. Este folosită la interpretarea epopeii Heike Monogatari (Povestirea lui Heike). Plectrul este puțin mai mare dacât cel al gagaku biwei, dar instrumentul însuși este mult mai mic, comparabil ca mărime cu chikuzen biwa.

- Satsuma biwa (薩摩琵琶, în japoneză) are 4 coarde  do (139 Hz), sol (104 Hz), do (139 Hz), sol (208 Hz)[4]

(sau la-mi-la-si) sau 5 coarde (mi - si - mi - fa# - si) și 4 taste și a devenit populară în periada Edo în provincia Satsuma (actualmente partea de vest a prefecturii Kagoshima).  

### Tipuri moderne
- Chikuzen biwa (筑前琵琶, în japoneză) are 4 coarde (si - mi - fa# - si) și 4 taste, sau 5 coarde (mi - si - mi - fa# - si) și 5 taste. Plectrul este mult mai mic decât cel al satsuma biwei, de obicei 13 cm lățime, dar mărimea, forma și greutatea depind de sexul persoanei care interpretează. Instrumentul însuși poate avea diferite mărimi, și acest lucru depinzând de cel ce îl folosește. Interpreții masculini folosesc instrumente care sunt ceva mai late sau/și mai lungi decât cele folosite de femei sau copii. Instrumentul cu 5 coarde se cântă ținându-l vertical, iar cel cu 4 coarde se ține pe o parte (ca pe o chitară).

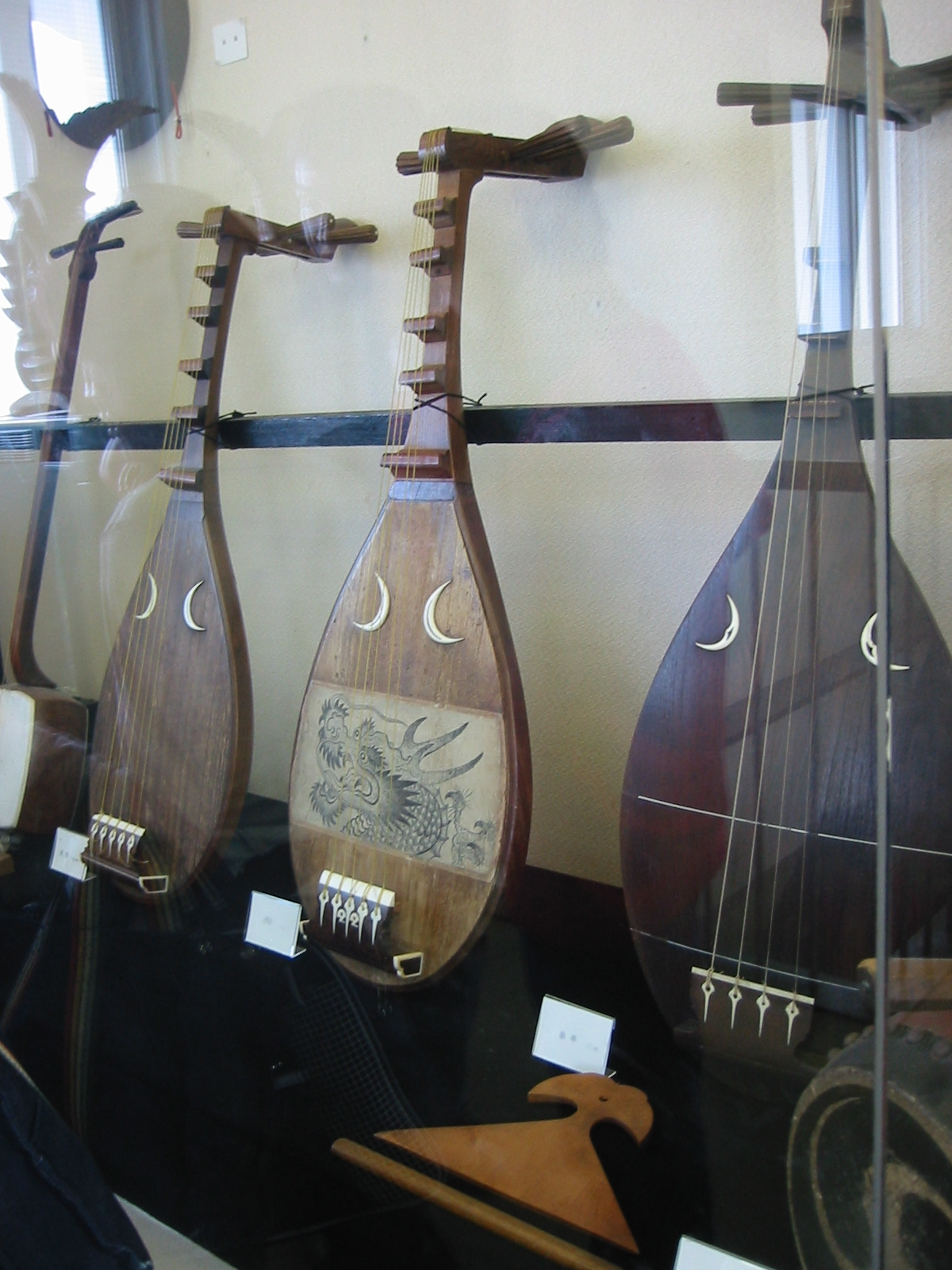
Instrumente biwa şi un plectru de chikuzen biwa

A fost popularizată în perioada Meiji de către Tachibana Satosada. Majoritatea interpreților contemporani folosesc varianta cu 5 coarde. 
Există două școli de chikuzen biwa: Asahikai și Tachibanakai.
- Nishiki biwa (錦琵琶, în japoneză) este o biwa modernă cu 5 coarde (do - sol - do - sol - sol) și 5 taste. Plectrul este identic cu cel folosit pentru satsuma biwa.

### Video
- Video cu biwa